# Kvitsøy
Kvitsøy är en ö i Kvitsøy kommun i Rogaland fylke i sydvästra Norge. Ön har en yta på 2,3 kvadratkilometer, vilket gör den till kommunens största. Som högst når den 24 meter över havet, vilket är fyra meter lägre än kommunens högsta punkt som finns på den obebodda ön Eime.
Kommunens centralort Ydstebøhamn ligger på den södra delen av ön.